# 759 (szám)
A 759 (római számmal: DCCLIX) egy természetes szám, szfenikus szám, a 3, a 11 és a 23 szorzata.

## A szám a matematikában
A tízes számrendszerbeli 759-es a kettes számrendszerben 1011110111, a nyolcas számrendszerben 1367, a tizenhatos számrendszerben 2F7 alakban írható fel.
A 759 páratlan szám, összetett szám, azon belül szfenikus szám, kanonikus alakban a 31 · 111 · 231 szorzattal, normálalakban a 7,59 · 102 szorzattal írható fel. Nyolc osztója van a természetes számok halmazán, ezek növekvő sorrendben: 1, 3, 11, 23, 33, 69, 253 és 759.
A 759 négyzete 576 081, köbe 437 245 479, négyzetgyöke 27,54995, köbgyöke 9,12180, reciproka 0,0013175. A 759 egység sugarú kör kerülete 4768,93765 egység, területe 1 809 811,837 területegység; a 759 egység sugarú gömb térfogata 1 831 529 579,5 térfogategység.